# Galeus piperatus
Galeus piperatus е вид хрущялна риба от семейство Scyliorhinidae.

## Разпространение
Видът е разпространен в Мексико (Сонора).